# Accorso da Reggio
Accorso da Reggio, latinizzato come Accursius de Regio (Reggio nell'Emilia, prima metà del XIII secolo – dopo il 1279), è stato un giurista italiano attivo dal 1263 al 1279.

## Biografia
Figlio di Alberto d'Accorso, si hanno poche notizie sulla sua vita e sulla sua carriera giuridica; di certo fu allievo di Omobono Morisio e nel 1263 possedeva già il titolo di doctor legum. Fu assessore del podestà, nella firenze ghibellina, di Manfredo Lupi di Cànolo e dal 1265 al 1277 insegnò a Reggio Emilia per poi trasferirsi a Padova.
Anche tra le sue opere ci sono molti dubbi di attribuzione: l'unica certa è Summula de cessionibus actionum, contenente accenni che hanno fatto pensare all'esistenza di lezioni sul Corpus iuris e di una Summa de iure iurando calumniae.
Alcune sue quaestiones sono ricordate nel De maleficiis di Alberto Gandino (rubr. De bannitis pro maleficio, n. 18 [20]).

## Opere
- Summula de cessionibus actionum

### Manoscritti
- Notabilia legum, XIII secolo, Reggio Emilia, Biblioteca Municipale A. Panizzi, Fondo manoscritti, Vari G. 55,  ff. 1r-70v.